# アラビアンファイト
『アラビアンファイト』（Arabian Fight）は1992年3月にアーケードゲームとして稼働を開始したセガのアクションゲーム。アーケード版のシステム基板は「セガ・システム32」。 

## 概要
タイトル通り『アラビアンナイト』（千夜一夜物語）をモチーフとした、当時多数のメーカーがリリースしていたベルトスクロールアクションタイプのゲーム。プレイヤーは後述するストーリーを背景とした中世アラビア風世界で、4戦士「シンバット」・「ラマーヤ」・「ゴルドー」・「ダッタ」から一人を選び、旅の途中で悪魔に捧げる生贄として「ルラーナ姫」を浚った悪の魔王「サザビス」討伐を目指す。また、姫奪還も大きな使命である。
AC版のアーキテクチャとして使用されたシステム基板・システム32はセガが当時開発・リリースしたばかりのもので、ハードレベルで2Dドットピクセルキャラクター（スプライト）を簡単に拡大縮小させたり半透明にしたりと、2Dグラフィック時代の基板として高い機能を有している。本作ではこれらの機能をフルに活用し、キャラが背景手前奥に移動に移動する際は拡大縮小させ遠近感を持たせたり、各種エフェクトに半透明処理を多用したり、魔法使用時に各キャラクターがズームアップしセルアニメーションのような美麗な絵でカットインされるなど、BSアクションに斬新さを与えようとする意気込みが感じられる。
なお、本作は設定で2人同時プレイと4人同時プレイの切替が可能だが、4人プレイで稼働させる場合は専用のコントロールパネルを搭載した筐体を購入しなくてはいけない。一般的な筐体への基板搭載自体は可能だが、サイズ的な事情もあり2人同時プレイで稼働させている店舗が多かった。ただ実用を度外視してコントローラーとボタンだけを4プレイヤー分を基板と接続すれば、基板の設定を切り替えるだけで4人プレイがONになるので、後に基板およびROMだけが中古で流通するようになってからは、別作品の4人同時プレイ用筐体に搭載して稼働させたり、既存のコントロールパネルを改造し4人プレイを可能にする事例もあった。
回数制限のあるスペシャル攻撃が使えたり、ボスのみに体力ゲージが表示されてザコの体力ゲージは表示されない点などは、前年にメガドライブで発売された『ベア・ナックル 怒りの鉄拳』と共通する。

## 移植作品
| No. | タイトル           | 発売日         | 対応機種           | 開発元 | 発売元                          | メディア         | 型式 | 備考 |
| --- | ------------------ | -------------- | ------------------ | ------ | ------------------------------- | ---------------- | ---- | ---- |
| 1   | アラビアンファイト | 2020年12月17日 | アストロシティミニ | 瑞起   | セガトイズ（発売） セガ（販売） | プリインストール | -    |      |

本作の家庭用ゲーム機移植は、2020年12月に発売された復刻系ゲーム機「アストロシティミニ」への収録が初めてである。
なおアストロシティミニ版で同時プレイ可能なのは2人までで、オプションでも2人/4人切り替え項目はオミットされている。アストロシティミニ本体にはコントローラーが1P分しか備わっていないため、2Pプレイ時には別売のコントロールパッドかジョイスティックが必要である。

## ストーリー
魔王サザビスにルラーナ姫がさらわれた！世界征服の野望を持つ魔王サザビスは、悪魔に魂を売り渡し悪の限りを尽くしていた。その悪に敢然と立ち向かうシンバット、ラマーヤ、ゴルドー、ダッタの4戦士。得意の魔法を駆使し、船上から魔王の城へと、戦いの旅が繰り広げられる。姫を救い出し、魔王の手から世界を救え！

## システム
8方向レバーでキャラクターを8方向に動かし、攻撃ボタンで攻撃、ジャンプボタンでジャンプ、2ボタン同時押しで体力を消耗する特殊攻撃を行う。道中に落ちている魔法のランプを拾うと、特殊攻撃に代わって魔法攻撃を行える。魔法は各キャラクターで複数の種類があるが、使う魔法はシーンによって決められ、プレイヤーが任意に選択できない。魔法のランプは拾ったシーンで使わないと、次のシーンへ進んだときに無くなってしまう。

## キャラクター
シンバット
7つの海を股にかけて冒険をしている船乗り。名前が似ているが「シンドバッド」ではない。
ラマーヤ
自称ルラーナ姫の召使い。おてんばで男顔負けの活躍をする。可憐で身軽い動作が特徴。
正体はルラーナ姫の実妹で、身分を隠して召使いを名乗っていた。
ゴルドー
ルラーナ姫の家来。巨漢で腕自慢の正義漢。よく食べてよく寝る。
ダッタ
世界を旅する修行僧。あらゆる武術の使い手。普段は大人しいが怒らせると恐い。
ルラーナ姫
とある国のお姫様。ゲーム冒頭で魔王サザビスに誘拐されてしまう。
魔王サザビス
悪魔に魂を売り魔法の力を手に入れた魔王。